# 어쌔신네이션
《어쌔신네이션》(영어: Assassination of a High School President)은 미국에서 제작된 브렛 사이먼 감독의 2008년 네오누아르 코미디 영화이다. 리스 톰프슨, 미샤 바턴, 브루스 윌리스 등이 출연하였고, 더그 데이비슨 등이 제작에 참여하였다. 2008년 제24회 선댄스 영화제에서 전 세계 최초로 상영되었다.
이 영화는 원래 2009년 2월 27일 극장가에 제한 개봉될 예정이었으나 배급사인 야리 필름 그룹 내 개봉 부서의 파산으로 인해 무기한 연기되었다. 2009년 10월 6일 미국에서 DVD로 출시되었다.

## 줄거리
가톨릭교회 학교 신문사 기자인 2학년생 보비는 교장실에서 SAT 시험지를 훔친 범인으로 학생회장 폴을 지목하는 기사를 쓴다. 덕분에 보비는 인기인이 되지만 곧 보비는 진범은 따로 있으며 자신이 어떤 큰 음모에 놀아난 것이 아닌지 의심하며 진실을 찾아 나선다.

## 출연진
- 리스 톰프슨
- 미샤 바턴
- 브루스 윌리스
- 마이클 래퍼포트
- 캐스린 모리스
- 멜로니 디애즈
- 조시 파이스
- 루크 그라임스
- 에런 히멀스타인
- 조지프 퍼리노
- 존 머가로
- 로빈 로드 테일러
- 빈센트 피아자
- 조이 크래비츠
- 재커리 부스
- 애덤 팰리
- 태냐 피셔
- 잭 로리그
- 에밀리 미드
- 개브리엘 브레넌
- 제이크 위어리
- 로라 포드
- 마크 존 제프리스
- 퀸 셰퍼드
- 마이클 지건

## 기타 제작진
- 공동 제작: 엘시 최, 게이브리얼 메이슨, 아이린 영
- 라인 제작: 브라이언 벨
- 배역: 케리 바든, 빌리 홉킨스, 수잰 크롤리
- 미술: 샤론 로모프스키
- 세트: 로버트 코블먼
- 의상: 에이미 웨스트콧